# بنسون (یوتا)
بنسون (به انگلیسی: Benson) یک منطقهٔ مسکونی در ایالات متحده آمریکا است که در شهرستان کش، یوتا واقع شده‌است. بنسون ۸۶٫۵ کیلومتر مربع مساحت و ۱٬۴۸۵ نفر جمعیت دارد و ۱٬۳۵۰ متر بالاتر از سطح دریا واقع شده‌است.